# Andy Ogide
Andy Ogide (Houston, 18 de março de 1988) é um basquetebolista profissional nigeriano que atualmente defende o Hapoel Migdal HaEmek de Israel.
Andy Ogide foi convocado para defender a seleção nigeriana no Afrobasket de 2015 disputado em Radès, Tunísia. Na ocasião a Nigéria conquistou seu primeiro título na competição continental, de quebra a vaga para o Torneio Olímpico de 2016.